# ALL (groupe)
Pour les articles homonymes, voir ALL.
ALL est un groupe américain de punk rock, originaire de Fort Collins, dans le Colorado. All est actif depuis 1987. Le groupe est formé avec d'anciens membres du groupe Descendents.

## Histoire
ALL est formé dans la banlieue de Los Angeles en 1987 avec Milo Aukerman, chanteur du groupe Descendents, qui quittera le groupe pour se consacrer à ses études dans la biochimie, menant le groupe à faire une pause. Les membres restants, le guitariste Stephen Egerton, le bassiste Karl Alvarez, et le batteur Bill Stevenson décident de former un autre groupe adoptant le nom de All, titre du dernier album des Descendents.
Après avoir recruté le chanteur Dave Smalley (Dag Nasty et DYS), All publie deux premiers albums en 1988 : Allroy Sez et l'EP Allroy for Prez (distribué au label Cruz Records). En 1989, Smalley quitte le groupe et est remplacé par Scott Reynolds. Avec Reynolds, All publie quatre nouveaux albums : Allroy's Revenge (1989), Allroy Saves (1990), Percolater (1992), et l'album live Trailblazer. À cette période, le groupe enregistre aussi New Girl, Old Story, un album avec Tony Lombardo sous le nom de Tonyall. L'album Breaking Things est publié en 1993 et comprend les singles Guilty et Shreen. All se joint brièvement au label Interscope Records pour la sortie de l'album Pummel en 1995.
En 2000, le groupe sort son dernier album studio en date, Problematic, suivi par l'album Live Plus One avec Descendents en 2001. Le 16 février 2013, le groupe joue au Mohawk d'Austin, Texas.

## Projets parallèles
Chad Price sort des albums solo en 2009 et 2018 ; il est également le leader du groupe country alternative Drag the River, fondé en 1996, et participe depuis 2016 au projet all-star A Vulture Wake. Le bassiste Karl Alvarez fonde son propre groupe avec Underminer en tant que projet parallèle et est sollicité en tant que musicien de scène et de studio, notamment par Gogol Bordello et les Lemonheads. Stevenson et Egerton ont fondé leur propre studio dans le Colorado et sont actifs en tant que producteurs.

## Membres

### Membres actuels
- Karl Alvarez - basse (depuis 1987)
- Stephen Egerton - guitare (depuis 1987)
- Bill Stevenson - batterie (depuis 1987)
- Chad Price - chant (depuis 1993)

### Anciens membres
- Dave Smalley - chant (1987–1989)
- Scott Reynolds - chant (1989–1993)

## Discographie
- 1988 : Allroy Sez
- 1988 : Allroy For Prez
- 1989 : Allroy's Revenge
- 1989 : Trailblazer
- 1990 : Allroy Saves
- 1991 : TonyALL
- 1992 : Percolater
- 1993 : Breaking Things
- 1995 : Pummel
- 1998 : Mass Nerder
- 2000 : Problematic
- 2001 : Live Plus One (46e des US Independent Album Charts[6])